# Joanna Cassidy
Joanna Virginia Caskey, más conocida como Joanna Cassidy (Haddonfield, Nueva Jersey, 2 de agosto de 1945) es una actriz estadounidense de cine y televisión. 
Comenzó protagonizando series como Misión: Imposible, Falcon Crest, Starsky & Hutch, La isla de la fantasía, 240-Robert y Dallas y como actriz secundaria en Diagnóstico asesinato. Aunque ha continuado trabajando para la televisión en series como A dos metros bajo tierra, Star Trek o Héroes, y ha sido actriz de doblaje en series como Superman: la serie animada, Cassidy es principalmente conocida por haber participado en películas de culto como Blade Runner (1982) o ¿Quién engañó a Roger Rabbit? (1988). En 1984 ganó el Globo de Oro  por su papel en la serie Buffalo Bill, y ha sido nominada además a 3 Emmys, entre otros galardones.
Se casó con el doctor Kennard C. Kobrin en 1964 y se divorciaron en 1974. Tiene dos hijos.

## Filmografía escogida
- 1976 - Músculos de acero (Stay Hungry)
- 1982 - Blade Runner
- 1983 - Under Fire
- 1987 - El cuarto protocolo (The Fourth Protocol)
- 1988 - ¿Quién engañó a Roger Rabbit? (Who Framed Roger Rabbit)
- 1988 - The package
- 1988 - 1969
- 1990 - Donde está el corazón (Where the Heart Is)
- 1992 - Presunto homicida
- 1992 - Don't Tell Mom the Babysitter's Dead
- 1993 - Los Tommyknockers
- 1995 - Un vampiro suelto en Brooklyn (Vampire in Brooklyn)
- 1996 - Reacción en cadena (Chain Reaction)
- 2001 - Ghosts of Mars
- 2013 - Bones